# Inspiration (film fra 1915)
 For alternative betydninger, se Inspiration. (Se også artikler, som begynder med Inspiration)
Inspiration er en amerikansk stumfilm fra 1915 af George Foster Platt.

## Medvirkende
- Audrey Munson
- Thomas A. Curran
- George Marlo
- Bert Delaney
- Carey L. Hastings